# Ann-Marie Lagercrantz
Ann-Marie Lagercrantz, född Johansson 30 december 1922 i Kungsholms församling, Stockholm, död 14 juli 2005 i Lidingö, var en svensk inredningsarkitekt. 
Lagercrantz, som var dotter till arkitekt Cyrillus Johansson och Alice Engelbrecht, var verksam som inredningsarkitekt på Nordiska Kompaniet 1944–1949. Efter att ha utexaminerats från Konstfackskolan 1951 var hon frilansande inredningsarkitekt. Hon var medlem av facksektionen inom Svenska Slöjdföreningen och skrev artiklar i dagspress och tidskrifter. Hon ingick 1945 äktenskap med intendent Bo Lagercrantz. De är begravda på Lidingö kyrkogård.